# Oporinia schimae
Oporinia schimae là một loài bướm đêm trong họ Geometridae.